# 沈村站
沈村站（朝鲜语：／ Ch'imch'on yŏk */?）是位于朝鮮民主主義人民共和國黄海北道黄州郡的一個鐵路車站。1906年隨京義線通車啟用。

## 邻近车站
黄州站 - 沈村站 - 正方里站